# Fuori
Pour plus de détails, voir Fiche technique et Distribution.
Fuori est un film franco-italien réalisé par Mario Martone et sorti en 2025. Il s'agit d'un film biographique sur l'actrice et écrivaine italienne Goliarda Sapienza, inspiré du livre L'università di Rebibbia qui raconte son séjour en prison.
Le film est sélectionné dans la compétition officielle du Festival de Cannes 2025.

## Synopsis
L'écrivaine Goliarda Sapienza se retrouve en prison à cause d'une action totalement irréfléchie. Après sa libération, l'amitié entre elle et les autres détenues perdure, ce qui suscite l'incompréhension dans les milieux intellectuels qu'elle fréquente.

## Fiche technique
- Titre original : Fuori[1]
- Réalisation : Mario Martone
- Scénario : Mario Martone et Ippolita Di Majo
- Musique : Valerio Vigliar (it)
- Photographie : Paolo Carnera
- Montage : Jacopo Quadri (it)
- Sociétés de production : Indigo Film, The Apartment, SRAB Films, Rai Cinema
- Société de distribution : Le Pacte (France)[2]
- Format : couleurs
- Pays de production :  Italie,  France
- Langue originale : italien
- Genre : drame biographique
- Durée : 149 minutes
- Dates de sortie : Date sujette à modification
  - France : 20 mai 2025 (festival de Cannes) ; 3 décembre 2025 (sortie nationale)[2]

## Distribution
- Valeria Golino : Goliarda Sapienza
- Matilda De Angelis : Roberta
- Elodie : Barbara
- Corrado Fortuna : Angello Pellegrino
- Stefano Dionisi : Gigi Vanzi
- Antonio Gerardi : Albert
- Sylvia De Fanti : Silvia
- Francesco Gheghi

## Production
Le film a été réalisé par Mario Martone. Le réalisateur italien s'est inspiré pour son film du roman autobiographique L'università di Rebibbia de la défunte actrice et écrivaine italienne Goliarda Sapienza, un récit de son séjour en prison publié en 1983 et qui a connu un petit succès commercial. Martone a écrit le scénario avec sa femme Ippolita Di Majo. Jacopo Quadri (it), avec lequel le réalisateur a collaboré pour tous ses longs métrages, a fait office de monteur.
Valeria Golino interprète la protagoniste Goliarda Sapienza. Matilda De Angelis et la vedette de la pop Elodie figurent également parmi la distribution.
Les costumes sont dessinés par Loredana Buscemi, qui a récemment travaillé sur des films comme Heureux comme Lazzaro et La Chimère d'Alice Rohrwacher.
Carmine Guarino a réalisé les décors. Le chef opérateur est Paolo Carnera, dont les travaux récents comprennent Moi, capitaine de Matteo Garrone et Adagio de Stefano Sollima. Martone a déjà collaboré avec lui pour son dernier film Nostalgia.

## Sortie
La première du film est prévue en mai 2025 au Festival de Cannes, où il concourt pour la Palme d'or.

## Distinctions

### Sélections
- Festival de Cannes 2025 : sélection officielle, en compétition